# Campsicnemus fumipennis
Campsicnemus fumipennis är en tvåvingeart som beskrevs av Octave Parent 1937. Campsicnemus fumipennis ingår i släktet Campsicnemus och familjen styltflugor. Inga underarter finns listade i Catalogue of Life.